# PP-19 Bizon
A PP-19 Bizon ("Bison") é uma submetralhadora desenvolvida na década de 1990 por uma equipe de engenheiros chefiada por Victor Kalashnikov (filho do designer Mikhail Kalashnikov).

## História
A Bizon foi projetada por uma equipe de engenheiros liderada por Victor Kalashnikov (filho do engenheiro Mikhail Kalashnikov, criador do AK-47) e que incluía Alexei Dragunov (filho mais novo de Yevgeny Dragunov, o criador do fuzil de precisão Dragunov SVD).
Victor chamou a Bizon de "A Arma da Mulher" por ser leve e sem recuo.
A Bizon foi desenvolvida a pedido do Ministério de Assuntos Internos da Rússia (MVD) e destina-se principalmente a unidades antiterroristas e policiais que precisam de tiro preciso a curta distância.
Os protótipos foram testados pelo Instituto de Pesquisa de Equipamentos Especiais em 1995, onde superaram diversos concorrentes. A arma foi aceita em serviço em 28 de dezembro de 1996.

## Detalhes do projeto
A Bizon é uma submetralhadora de fogo seletivo que dispara a partir de um ferrolho fechado, um recurso que aumenta a precisão prática da arma.
A arma possui uma capacidade de carregador notavelmente grande para o seu tamanho, possibilitada pelo projeto helicoidal incomum do carregador.
É baseada no AKS-74 e apresenta 60% de peças em comum com o fuzil de assalto AK-74.

## Variantes
A Bizon original foi retroativamente designada Bizon-1 depois que o projeto foi aprimorado com a introdução da Bizon-2.

### Bizon-2
A Bizon foi continuamente modificada ao longo de sua vida útil, e uma variante aprimorada é conhecida como Bizon-2.
Ela possui miras de ferro no estilo AK (uma alça de mira aberta com entalhe em U em uma tangente com três ajustes: 50, 100 e 150 m e uma massa de mira de poste frontal semi-oculto), um adaptador de trilho lateral montado no receptor para óptica e um novo quebra-chamas com fenda projetado para aceitar um supressor de ruído de rápida remoção.
A Bizon-2 é fabricada em diversas variantes para aumentar o apelo comercial do produto e demonstrar sua versatilidade; é oferecida em 8 configurações diferentes:
| Variante   | Configuração    | Munição           | Carregador  | Outros oferecimentos                       |
| ---------- | --------------- | ----------------- | ----------- | ------------------------------------------ |
| Bizon-2-01 | Submetralhadora | 9×19mm Parabellum | 53 munições | Cartucho padrão OTAN                       |
| Bizon-2-02 | Submetralhadora | .380 ACP          | 64 munições |                                            |
| Bizon-2-03 | Submetralhadora | 9×18mm Makarov    | 64 munições | Supressor de ruído integral                |
| Bizon-2-04 | Carabina        | 9×18mm Makarov    | 64 munições | Semiautomática                             |
| Bizon-2-05 | Submetralhadora | 9×19mm Parabellum | 53 munições | Semiautomática                             |
| Bizon-2-06 | Carabina        | .380 ACP          | 64 munições |                                            |
| Bizon-2-07 | Submetralhadora | 7,62×25mm Tokarev | 35 munições | Carregador tipo cofre convencional bifilar |

### Bizon-3
Uma variante conhecida como Bizon-3 também foi desenvolvida e apresenta uma alça de mira retrátil, deslocada mais para trás na tampa do receptor, e uma coronha que se dobra sobre o receptor para travar em uma trava com mola na tampa superior do receptor.
O cano da arma possui um adaptador para diversos tipos de dispositivos de boca. Estes são selecionados pelo operador dependendo do uso tático da arma e incluem supressores de ruído, freios de boca, compensadores e quebra-chamas.

## Operadores
- Bósnia e Herzegovina
- Coreia do Norte
- Rússia[9]
- Vietname